# Даровая (Смоленская область)
Даровая — деревня в Руднянском районе Смоленской области России. Входит в состав Понизовского сельского поселения. К 2024 году в деревне не осталось ни одного жителя. 
Расположена в западной части области в 35 км к северо-востоку от Рудни, в 21 км западнее автодороги Р133 Смоленск — Невель. В 36 км юго-западнее деревни расположена железнодорожная станция Рудня на линии Смоленск — Витебск. 

## История
В годы Великой Отечественной войны деревня была оккупирована гитлеровскими войсками в июле 1941 года, освобождена в октябре 1943 года.